# Загрязнение воздуха в Мехико

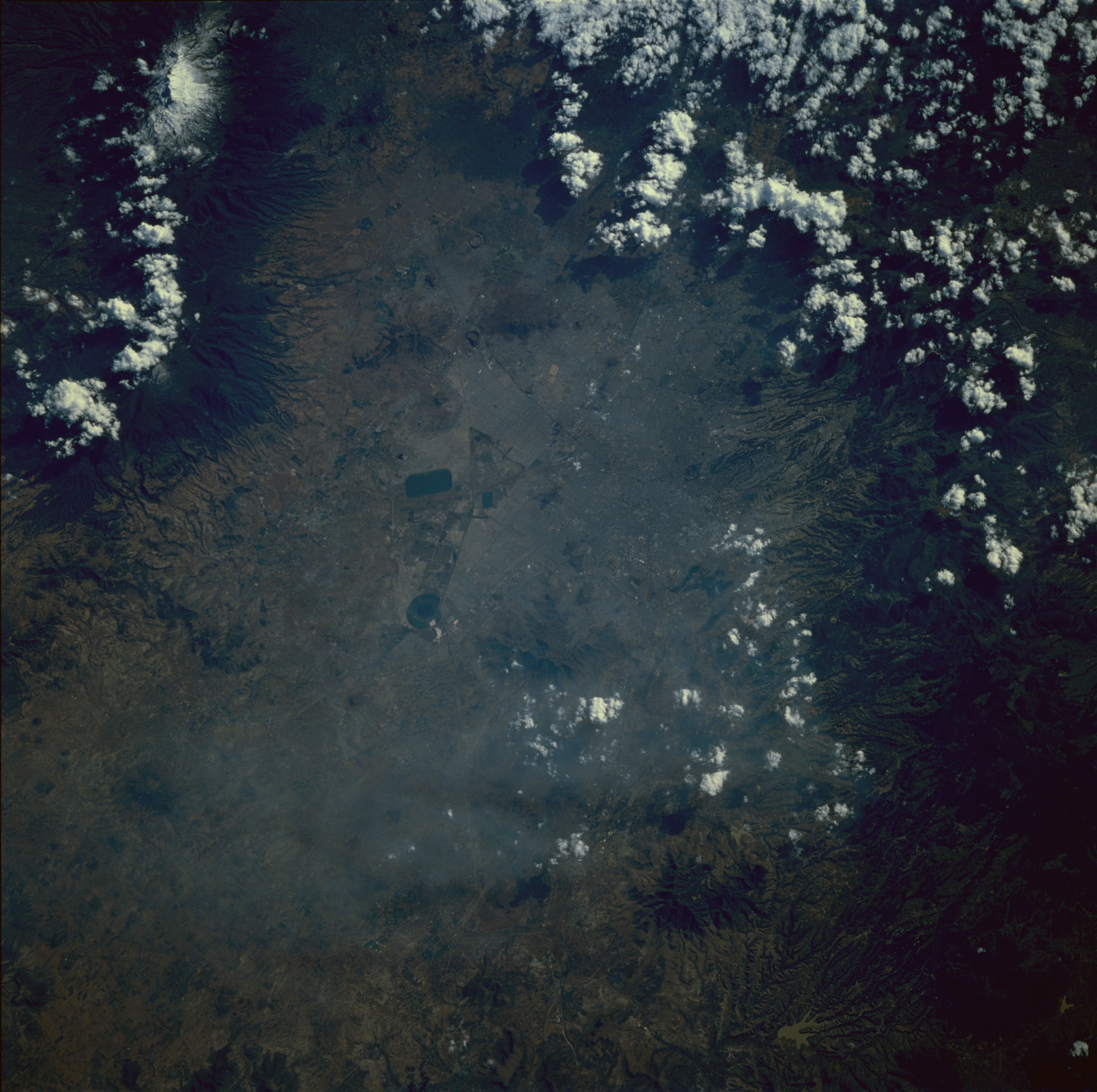
Смог в Долине Мехико, 1985 год

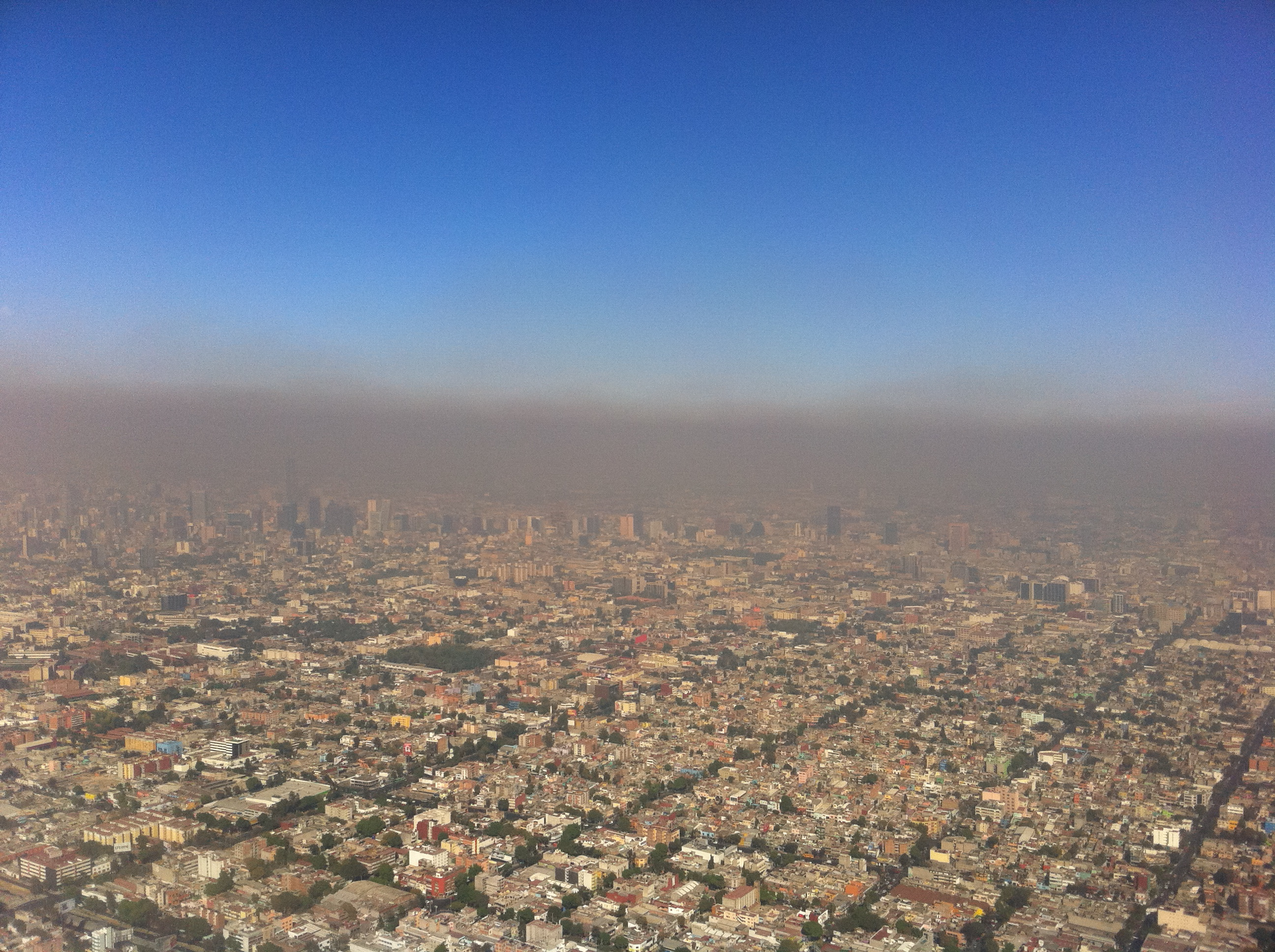
Смог над Мехико, 22 декабря 2010 года

Загрязнение воздуха в Мехико — продолжающаяся проблема для горожан, врачей и защитников окружающей среды. Грязный воздух был основной проблемой города на протяжении нескольких десятилетий.  Ситуация несколько стабилизировалась после того, как в 1992 году ООН назвала Мехико "самым загрязнённым городом на планете". В то время от грязного воздуха в год умирало 1000 жителей и 35000 попадали в больницу.
Сегодня уровень загрязнения приблизительно равен уровню Лос-Анджелеса. Улучшение было достигнуто за счёт того, что правительство заставило менять состав бензина, заставило загрязняющие фабрики закрыться или переехать и запретило водителям пользоваться автомобилем каждый день недели. Последние несколько лет активно идёт развитие общественного транспорта.
Считается, что воздух Мехико из одного из самых чистых стал самым грязным в течение жизни одного поколения. В 1950-х годах загрязнённость стала причиной увеличения младенческой смертности. Загрязнение также было причиной изменения пульса у пожилых жителей и астмы.